# 멜리야

멜리야의 소형 인장

멜리야(/mɛˈliːjə/, 스페인어: [meˈliʝa] ( 듣기); Mřič)는 스페인의 자치시로 북아프리카 해안에 있다. 케이프 3개의 포크의 동쪽, 모로코와 국경을 접하고 있으며 지중해와 마주하고 있다. 면적은 12.3 km2 (4.7 mi2)입니다. 1995년 3월 14일 멜리야 자치법이 통과될 때까지 말라가주의 일부였다.
멜리야는 유럽 연합 회원국들의 특별 지역 중 하나다. EU의 나머지 지역과 멜리야로의 이동은 스페인의 솅겐 협약 가입 협정에 그 외 다른 곳에 규정된 특정 규칙의 적용을 받는다.
2019년 기준 멜리야의 인구는 86,487명이다. 인구는 주로 이베리아인과 리프인 계통으로 나뉜다. 또한 소수의 세파르드 유대인과 신디 힌두교도가 있다. 멜리야는 공식 스페인어와 타리피트 사이에 디글로시아가 있다.
멜리야는 세우타의 자치시와 아프리카의 스페인의 다른 영토와 마찬가지로 모로코의 재론적 주장의 대상이 된다.

## 역사

### 고대
멜리야는 페니키아인들이 건설하였으며 이후 카르타고의 주요 무역 도시로 발전하였다. 당시 이름은 '루사디르' (페니키아어: 𐤓‬𐤔𐤀𐤃𐤓‬)였으며 이름 자체는 인근의 곶 명칭에서 따왔다. 포에니 전쟁에서 카르타고가 로마에 패하여 멸망하면서 루사디르는 로마의 종속국인 마우레타니아의 도시가 되었다.
칼리굴라 대에 이르러 정식으로 로마 영토에 편입된 루사디르는 마우렌타니아 틴기타나 (Maurentania Tingitana)의 주에 속하게 되었는데, 대 플리니우스의 기록에서는 정착요새와 항구를 두고 있었다고 한다. 서기 46년 콜로니아가 건설되면서 '플라비아' (Flavia)라고도 불리게 되었다.
로마 멸망 이후의 역사는 모로코 리프 지방과 스페인 남부의 역사와 동일하다. 로마 직후 반달족과 동로마 제국, 서고트인의 지배를 받았으며 6세기 마우로로마 왕국의 주요 항구로 삼기도 하였다. 8세기 이슬람의 북아프리카 정복 이래 우마이야 왕조, 코르도바국, 이드리스 왕조, 알모라비 왕조, 무와히드 왕조, 마린 왕조, 와타스 왕조의 지배를 거쳤다.

### 중세
15세기 무렵 페즈 왕국의 영토가 되었으나 지중해 무역의 쇠락과 대서양 무역의 부흥으로 여느 연안 지대 도시처럼 몰락을 겪었다. 1492년 그라나다 정복으로 781년 간의 스페인 내 무어인의 지배를 종식 시킨 카스티야 왕국과 아라곤 왕국의 가톨릭 군주들은 비서관 에르난도 데 사프라로부터 북아프리카 현황에 관한 보고를 듣다가 멜리야 주민들이 페즈 왕조를 몰아내고 충성을 맹세했다는 소식을 듣는다.
이후 스페인은 1497년 9월 17일 무어인으로부터 멜리야를 빼앗아 점령하게 되었다. 당시 멜리야는 틀렘센 왕국과 페즈 왕국의 경계에 위치해 있었기 때문에 수 차례 간의 전투 끝에 버려진 상황이었으며 스페인군은 무혈 입성을 할 수 있었다. 스페인은 페즈 왕국의 추가 정복에 나서지는 않았으며 이후 발발한 이탈리아 전쟁과 신대륙 개척으로 눈길을 돌렸다.

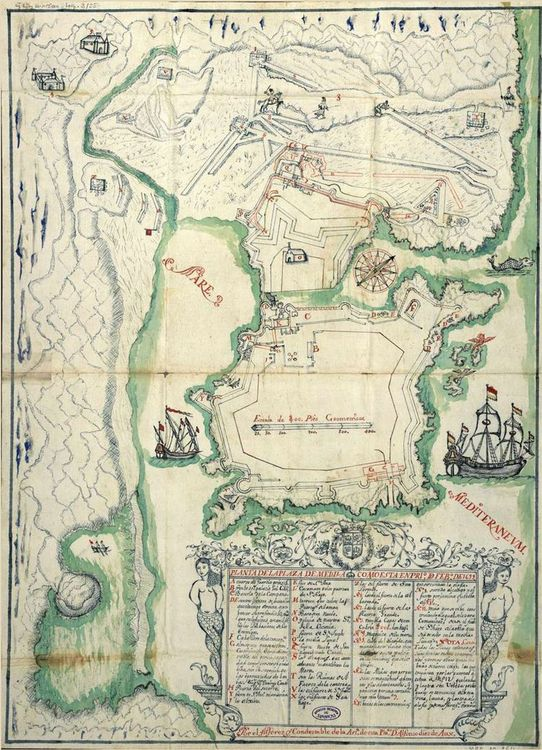
17세기 후반의 멜리야 요새 지도

멜리야는 메디나 시도니아 가문과 스페인 국왕이 다스리는 지역으로 설정되었다. 1498년 양측의 협의에 따라 메디나 시도니아가 측에서는 700명의 수비대를 주둔하고, 왕실에서는 주둔비와 식량비를 지원하였다. 그러나 16세기 중반 카를 5세 대에 이르러서 스페인 왕실의 관심은 줄어들게 되었고, 멜리야에 배치된 군인의 수당도 좋은 편이 아니었기에 탈영 사건이 빈번했다. 결국 1556년 6월 7일 메디나 시도니아 공작은 멜리야 주둔군에 대한 파병 책임을 포기하기에 이른다.
17세기에는 알라위 왕조의 술탄 이스마일 이븐 샤리프가 요새 정복에 나섰다. 1680년대에는 외곽 요새를 점령하였고 1960년대에는 멜리야 본 요새의 포위 전에 나섰으나 실패로 돌아갔다.

### 근현대
스페인은 모로코와 1859년부터 1861년까지 총 네 차례에 걸쳐 조약을 체결, 멜리야 요새 주변의 스페인 국경을 확정하였다. 19세기 후반에 이르러 북아프리카 일대의 스페인 영향력이 확대되자, 1863년 스페인 국왕은 멜리야를 테투안과 알제리 국경 간의 유일한 자유 항구로 승인하였다. 당시 염소 가죽과 계란, 밀랍이 주 수출품, 면화제품과 차, 설탕, 양초가 주 수입품이었으며 이를 통한 무역의 이득을 누리고 있었다.
1893년 리프 부족민들이 멜리야 정복을 위해 전쟁을 일으켰는데 이를 제1차 멜리야 전역이라 부른다. 스페인 정부는 멜리야 수호를 위해 군 병력 약 25,000명을 파병하였다. 당시 멜리야 총독이었던 스페인 장군 후안 가르시아 이 마르가요가 전장에 나섰다가 전사하여 '마르가요 전쟁'이란 이름으로도 알려져 있다. 분쟁 이후 1894년 모로코와의 새 조약을 체결하면서 배후지와의 무역도 증대되어 멜리야시의 경제적 번영은 새로운 단계에 돌입하게 되었다. 1896년 멜리야의 인구는 10,004명에 이르렀다.
20세기 들어 프랑스가 프랑스령 알제리를 기반으로 북아프리카에 진출하여 모로코 내 영향권을 새로 확보, 오랑과의 무역로를 개설해 멜리야의 무역력에 맞서 경제적 이득을 취하고자 하였다. 이 때문에 멜리야는 앞서 물레이 압델 아지즈의 봉기와 더불어 정치적, 경제적 이중고를 겪어야 했다. 1905년 술탄을 참칭한 부 흐마라가 스페인에 유리한 정책을 시행하였으나, 1907년 프랑스가 우즈다를 점령하면서 멜리야와의 무역도 위태로워졌을 뿐만 아니라 리프 지방의 정치적 불안이 계속되어 멜리야의 입지를 위협하였다.
1909년부터는 모데르니스타라 부르는 근대 양식이 지역 내 여러 건물에 적용되기 시작하였다. 건축가 엔리케 니에토가 설계한 작품들로 하여금 멜리야의 거리는 바르셀로나와 더불어 '모데르니스타 양식의 진정한 박물관'으로 손꼽히게 만드는 데 일조하였다. 이후에는 광산업을 주력으로 하는 기업들이 배후지에 몰려들어 관련 경제가 부흥하게 되었다.
1921년 7월 아브드 엘 크림이 이끄는 베르베르인들이 항전을 일으켜 아누알 해전에서 스페인을 상대로 대승을 거뒀다. 스페인군은 멜리야로 후퇴하였으며 당시 보호령의 형태였던 스페인령 모로코의 영토 대다수는 리프 공화국의 영토 하에 놓이게 되었다. 1931년 4월 14일 스페인 본토에 준하는 민간 정권이 수립되었으며, 스페인 제2공화국의 수립과 함께 직선제로 선출된 시청이 출범하기에 이른다. 스페인 내전 당시에는 1936년 7월 첫 군사 쿠데타의 준비가 이뤄지던 도시 중 하나였다.

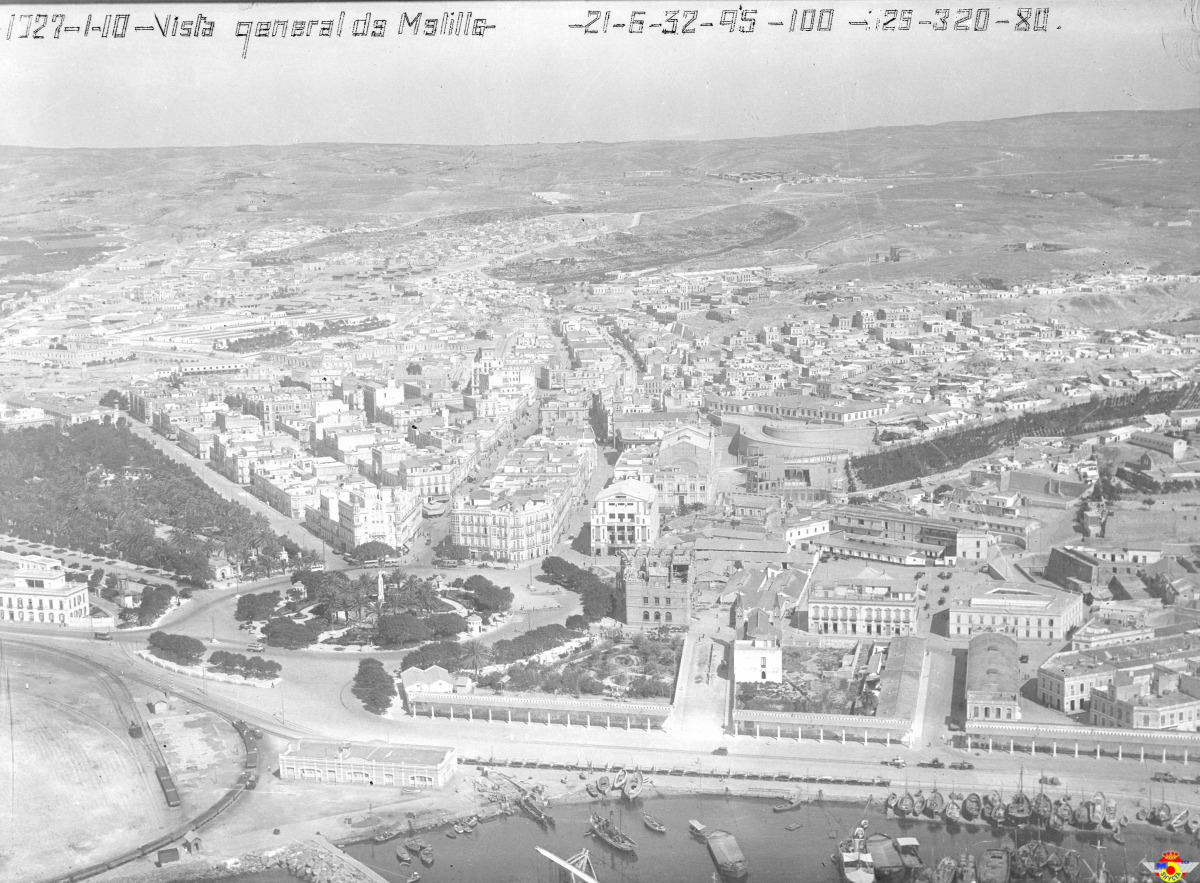
1926년의 도시 풍경

1986년 스페인 이민법 제정으로 기존 베르베르인 공동체의 사회적 기여를 감안하여 시민권 취득 조건을 유연화하고 상당수의 주민이 귀화할 수 있도록 허용되었다. 그때까지 멜리야에서 태어난 시민에게는 스페인 시민권이 주어지지 않았다. 1995년 멜리야는 말라가도의 직할통치에서 벗어나 자치법령이 제정된 '자치시' 지위를 얻게 되었다.

## 지리

### 위치

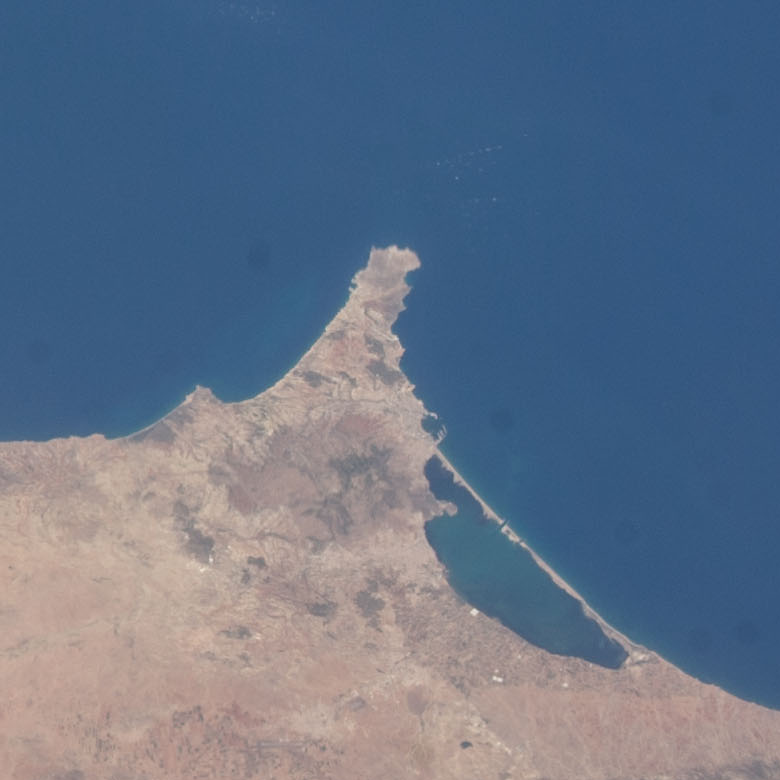
2013년 ISS에서 촬영한 멜리야 일대의 항공사진

멜리야는 북아프리카와 지중해 서부 알보라해 연안에 위치해 있다. 트레스포르카스곶 동쪽 구루구산과 오로강 하구 일대, 멜리야항과 해수욕장을 중심으로 반원형으로 넓게 퍼져 있다. 도시의 중심부는 원래 멜리야 라 비에하 요새라 부르는 읍성으로서 해발 고도는 약 30m에 달했다.
멜리야 남쪽에는 베니안사르라는 모로코 마을이 바로 인접해 있다. 가장 가까운 모로코 도시는 나도르이며 나도르시와 멜리야시의 항구는 모두 같은 만의 부아레그 석호에 위치해 있다.

### 기후
멜리야의 기후는 온화한 지중해성 기후로서 더운 스텝 기후와의 경계에 맞닿아 있다. 바다에 인접해 있어 아프리카 내륙 지역보다 여름 기온이 훨씬 낮고 강수량도 더 많다. 일반적으로 이베리아 반도 남부 연안과 모로코 북부 연안과의 기후와 비슷하다고 볼 수 있으며, 계절 간의 기온 차도 비교적 적은 편이다. 1991년~2020년 기후 통계에서 집계된 최저 기온은 0°C 미만으로 내려간 적이 없었으며, 반대로 연간 최고 기온이 35°C를 초과하는 날도 2.2일에 불과하다.
| 멜리야 고도 47m (1981년~2010년)의 기후 | 멜리야 고도 47m (1981년~2010년)의 기후 | 멜리야 고도 47m (1981년~2010년)의 기후 | 멜리야 고도 47m (1981년~2010년)의 기후 | 멜리야 고도 47m (1981년~2010년)의 기후 | 멜리야 고도 47m (1981년~2010년)의 기후 | 멜리야 고도 47m (1981년~2010년)의 기후 | 멜리야 고도 47m (1981년~2010년)의 기후 | 멜리야 고도 47m (1981년~2010년)의 기후 | 멜리야 고도 47m (1981년~2010년)의 기후 | 멜리야 고도 47m (1981년~2010년)의 기후 | 멜리야 고도 47m (1981년~2010년)의 기후 | 멜리야 고도 47m (1981년~2010년)의 기후 | 멜리야 고도 47m (1981년~2010년)의 기후 |
| 월                                     | 1월                                    | 2월                                    | 3월                                    | 4월                                    | 5월                                    | 6월                                    | 7월                                    | 8월                                    | 9월                                    | 10월                                   | 11월                                   | 12월                                   | 연간                                   |
| -------------------------------------- | -------------------------------------- | -------------------------------------- | -------------------------------------- | -------------------------------------- | -------------------------------------- | -------------------------------------- | -------------------------------------- | -------------------------------------- | -------------------------------------- | -------------------------------------- | -------------------------------------- | -------------------------------------- | -------------------------------------- |
| 역대 최고 기온 °C (°F)                 | 25.6 (78.1)                            | 34.2 (93.6)                            | 29.6 (85.3)                            | 30.6 (87.1)                            | 33.0 (91.4)                            | 37.0 (98.6)                            | 41.8 (107.2)                           | 39.2 (102.6)                           | 36.0 (96.8)                            | 35.0 (95.0)                            | 32.6 (90.7)                            | 30.6 (87.1)                            | 41.8 (107.2)                           |
| 일평균 최고 기온 °C (°F)               | 16.7 (62.1)                            | 17.0 (62.6)                            | 18.5 (65.3)                            | 20.1 (68.2)                            | 22.5 (72.5)                            | 25.8 (78.4)                            | 28.9 (84.0)                            | 29.4 (84.9)                            | 27.1 (80.8)                            | 23.7 (74.7)                            | 20.3 (68.5)                            | 17.8 (64.0)                            | 22.3 (72.1)                            |
| 일일 평균 기온 °C (°F)                 | 13.3 (55.9)                            | 13.8 (56.8)                            | 15.2 (59.4)                            | 16.6 (61.9)                            | 19.1 (66.4)                            | 22.4 (72.3)                            | 25.3 (77.5)                            | 25.9 (78.6)                            | 23.8 (74.8)                            | 20.4 (68.7)                            | 17.0 (62.6)                            | 14.6 (58.3)                            | 18.9 (66.0)                            |
| 일평균 최저 기온 °C (°F)               | 9.9 (49.8)                             | 10.6 (51.1)                            | 11.9 (53.4)                            | 13.2 (55.8)                            | 15.7 (60.3)                            | 19.0 (66.2)                            | 21.7 (71.1)                            | 22.4 (72.3)                            | 20.5 (68.9)                            | 17.2 (63.0)                            | 13.7 (56.7)                            | 11.2 (52.2)                            | 15.6 (60.1)                            |
| 역대 최저 기온 °C (°F)                 | 0.4 (32.7)                             | 2.8 (37.0)                             | 3.4 (38.1)                             | 6.0 (42.8)                             | 9.4 (48.9)                             | 12.4 (54.3)                            | 16.0 (60.8)                            | 14.6 (58.3)                            | 13.6 (56.5)                            | 9.4 (48.9)                             | 5.0 (41.0)                             | 4.0 (39.2)                             | 0.4 (32.7)                             |
| 평균 강수량 mm (인치)                  | 58 (2.3)                               | 57 (2.2)                               | 44 (1.7)                               | 36 (1.4)                               | 20 (0.8)                               | 7 (0.3)                                | 1 (0.0)                                | 4 (0.2)                                | 16 (0.6)                               | 40 (1.6)                               | 57 (2.2)                               | 50 (2.0)                               | 391 (15.4)                             |
| 평균 강수일수 (≥ 1.0 mm)               | 6                                      | 6                                      | 5                                      | 5                                      | 3                                      | 1                                      | 0                                      | 1                                      | 2                                      | 4                                      | 6                                      | 6                                      | 44                                     |
| 평균 상대 습도 (%)                     | 72                                     | 74                                     | 73                                     | 69                                     | 67                                     | 67                                     | 66                                     | 69                                     | 72                                     | 75                                     | 74                                     | 73                                     | 71                                     |
| 평균 월간 일조시간                     | 184                                    | 170                                    | 192                                    | 220                                    | 258                                    | 279                                    | 289                                    | 268                                    | 210                                    | 194                                    | 176                                    | 168                                    | 2,607                                  |
| 출처: Agencia Estatal de Meteorología  |                                        |                                        |                                        |                                        |                                        |                                        |                                        |                                        |                                        |                                        |                                        |                                        |                                        |

## 행정구역
멜리야는 8개의 구획을 두고 있다.
- 바리오 데 메디나 시도니아(Barrio de Medina Sidonia)
- 바리오 델 헤네랄 라레아(Barrio del General Larrea)
- 바리오 델 아타케 세코(Barrio del Ataque Seco)
- 바리오 데 로스 에로에스 데 에스파냐(Barrio de los Héroes de España)
- 바리오 델 헤네랄 고메스 호르다나(Barrio del General Gómez Jordana)
- 바리오 델 프린시페 데 아스투리아스(Barrio del Príncipe de Asturias)
- 바리오 델 카르멘(Barrio del Carmen)
- 바리오 델 폴리고노 레지델시알 데 라 파스(Barrio del Polígono Residencial de La Paz)

## 경제
주요 산업은 수산업, 무역업이며, 스페인 본토 및 유럽 국가들과의 교역이 주요 수입원이 된다. 멜리야는 스페인 본토 뿐만 아니라 모로코와도 경제적으로 긴밀하게 연결돼 있다. 멜리야에서 소비되는 대부분 채소와 과일은 모로코 등에서 수입한 것이다. 또, 매일 3만 6천여 명의 모로코인들이 직장, 무역 등 경제 활동을 목적으로 멜리야를 오간다.
멜리야 공항에서는 마드리드, 말라가, 알메리아 노선 여객기가 매일 운항하며, 이 공항과 멜리야 항의 페리를 이용해 많은 사람들이 모로코와 유럽을 오간다.
- 멜리야 공항: 길이 1500m×너비 45m의 활주로 1본을 갖춘 소형 공항이다.

## 같이 보기
- 세우타
- 지브롤터